# Palaeospheniscus
A Palaeospheniscus a madarak (Aves) osztályának pingvinalakúak (Sphenisciformes) rendjébe, ezen belül a pingvinfélék (Spheniscidae) családjába és a Palaeospheniscinae alcsaládjába tartozó fosszilis nem.
Alcsaládjának a névadó típusneme. Neve ellenére, mely magyarul körülbelül „ősékpingvint” jelent, nem áll közelebbi rokonságban a modern Spheniscus-fajokkal.

## Tudnivalók
A Palaeospheniscus-fajok a kora miocén és késő miocén korszakok között éltek; egyes kövületek talán a kora pliocén korszakból származnak (Stucchi et al. 2003). Korábban úgy vélték, hogy az oligocénben is léteztek, de manapság elvetik ezt a feltételezést. Maradványaikat Argentína, Chile és Peru területein fedezték fel. Ezek a fajok nagyobb közepes termetűek pingvinek voltak. Magasságuk fajtól függően változó, azonban 55-75 centiméter között mozog.

## Rendszerezés
A nembe az alábbi 3 elfogadott faj tartozik:
- Palaeospheniscus bergi Moreno & Mercerat, 1891
- Palaeospheniscus biloculatus (Simpson, 1970)
- Palaeospheniscus patagonicus Moreno & Mercerat, 1891 - típusfaj

Az alábbi taxonok, nagy valószínűséggel nem önálló fajok, hanem a fentiek közül valamelyiknek a szinonimái:
- Palaeospheniscus gracilis Ameghino, 1899
- Palaeospheniscus wimani (Ameghino, 1905)

### Fordítás
- Ez a szócikk részben vagy egészben  a   Palaeospheniscus című angol Wikipédia-szócikk ezen változatának fordításán alapul.  Az eredeti cikk szerkesztőit annak laptörténete sorolja fel. Ez a jelzés csupán a megfogalmazás eredetét és a szerzői jogokat jelzi, nem szolgál a cikkben szereplő információk forrásmegjelöléseként.